# أليكس وايت (مقاتل)
ألكسندر راندل وايت (بالإنجليزية: Alexander Randle White؛ مواليد 22 أكتوبر 1988) هو مُقاتل فنون قتالية مختلطة أمريكي.

## وصلات خارجية
- أليكس وايت (مقاتل) على موقع يو إف سي (الإنجليزية)
- أليكس وايت (مقاتل) على موقع شيردوغ (الإنجليزية)
- أليكس وايت (مقاتل) على موقع IMDb (الإنجليزية)